# Corylus colurna

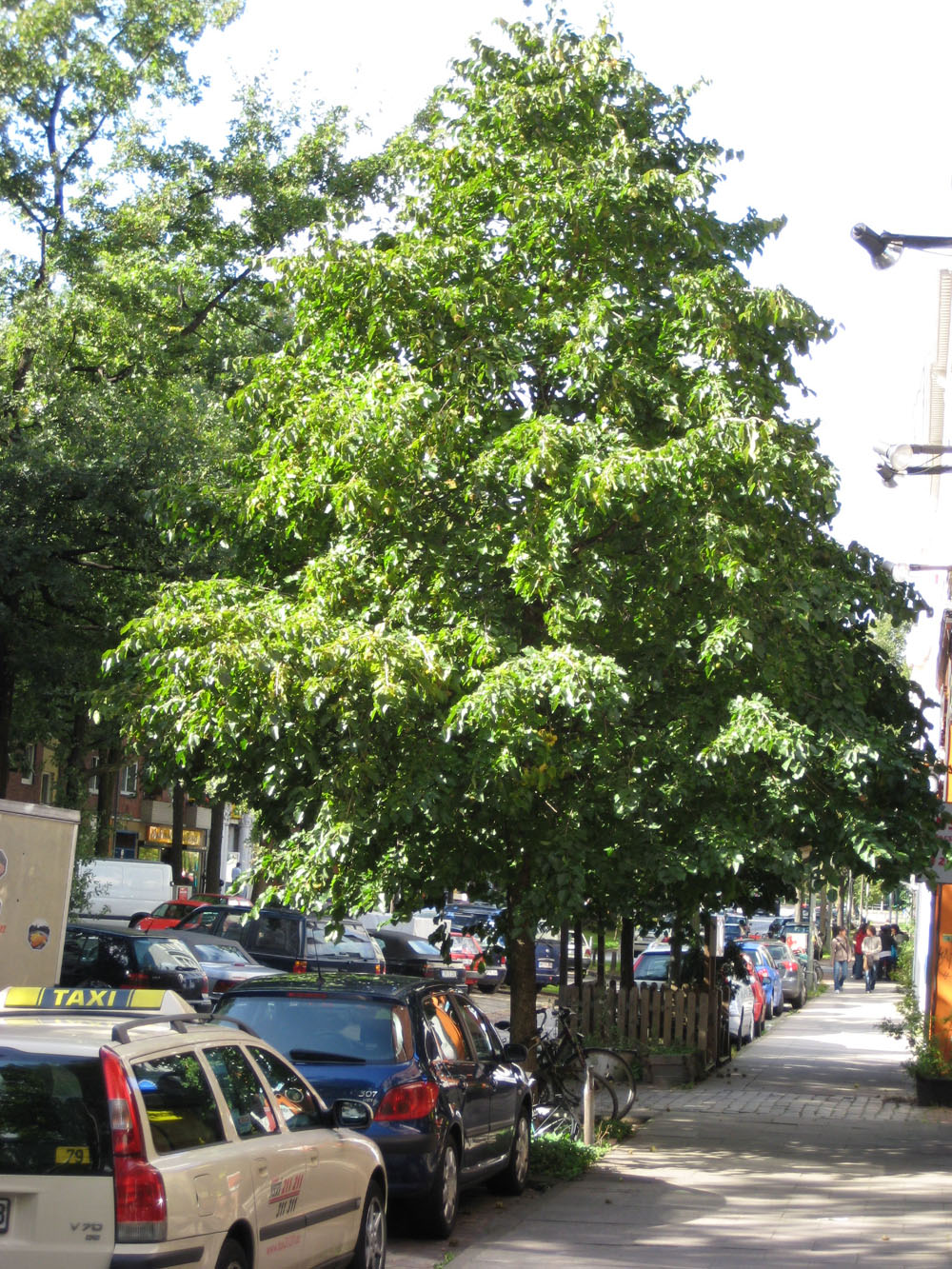
Vista de l'arbre

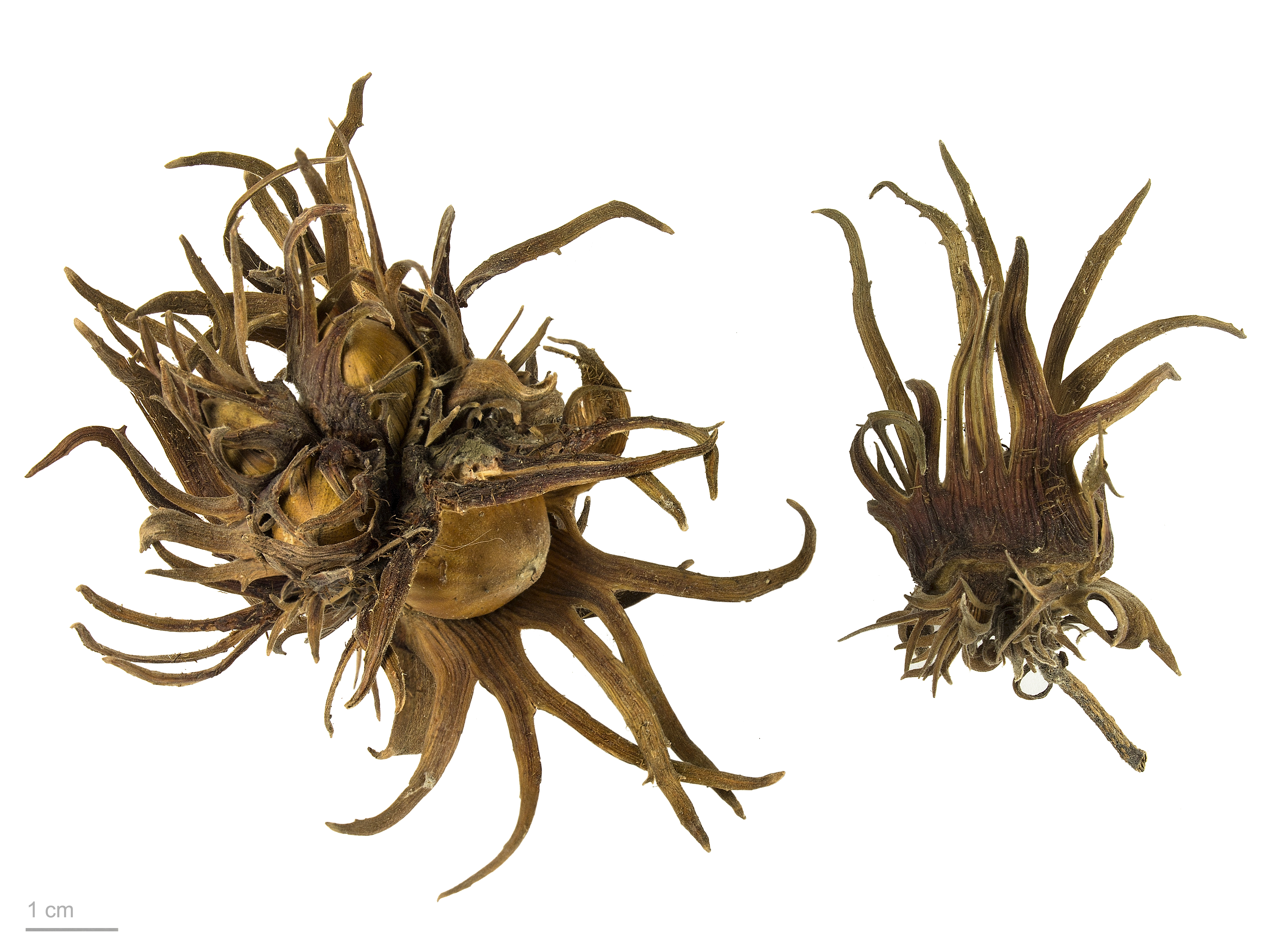
Corylus colurna

L'avellaner de Turquia o avellaner turc (Corylus colurna), és una espècie d'arbre de la família de les betulàcies, originària del sud-est d'Europa i sud-est d'Àsia, des dels Balcans a través del nord de Turquia fins al nord de l'Iran.

## Descripció
Junt amb Corylus chinensis és l'espècie d'avellaner més gran, ja que arriba a mesurar 35 m d'alt, amb un tronc dret de fins a 1,5 m de diàmetre; la capa té forma de con i és prima als arbres joves, esdevenint més espessa quan envelleix. L'escorça és grisa amb una textura surosa. Les fulles són caduques, arrodonides, d'uns 6-15 cm de longitud i 5-13 cm d'ample, lleugerament piloses en ambdós costats.

## Usos
Corylus colurna es cultiva àmpliament com un arbre ornamental a Europa i Amèrica del Nord. És molt tolerant a les difícils condicions de creixement a les zones urbanes, fet que ha augmentat la seva popularitat en els esquemes de cultiu cívic en les últimes dècades. Aquesta arbre és un meravellós arbre d'ombra, ja que és molt densa, i la seva capçada estreta i la capacitat de suportar la contaminació de l'aire la fan molt adequada per a ser utilitzada com a arbre de carrer a les zones urbanes. També s'usa per a estacionaments i carretes. Altres usos que se li poden donar a aquesta espècie són com a arbre fruiter.

## Taxonomia
Corylus colurna va ser descrita per Linné i publicada a Species Plantarum 1: 309. 1753.

### Sinonímia
- Corylus abchasica Kem.-Nath.
- Corylus arborescens Münchh.
- Corylus bizantina Desf.
- Corylus cervorum Petrov
- Corylus colurna var. glandulifera A.DC.
- Corylus eggrissiensis Kem.-Nath.
- Corylus kachetuca Kem.-Nath.[5]